# Jordan Hall
Jordan Davante Hall (Wildwood, Nueva Jersey, 14 de enero de 2002) es un baloncestista estadounidense que pertenece a la plantilla de los Windy City Bulls de la G League. Con 2,03 metros de estatura, juega en la posición de escolta.

## Trayectoria deportiva

### Instituto
Nacido en North Wildwood (New Jersey), jugó al baloncesto en el instituto Middle Township High School de Cape May Court House (New Jersey) como freshman antes de ser trasferido al Cardinal O'Hara High School en Springfield (Pensilvania). En su año júnior, se trasladó al Saints John Neumann and Maria Goretti Catholic High School en Filadelfia (Pensilvania). En su año sénior, lideró al equipo en conseguir el título de la Philadelphia Catholic League, siendo nombrado Catholic League Player of the Year. Decidió ir a la Universidad de Saint Joseph's, teniendo ofertas también de m La Salle y Bowling Green.

### Universidad
Jugó dos temporadas con los Hawks de Saint Joseph. El 20 de febrero de 2021, registró 22 puntos, 12 rebotes y 10 asistencias ante La Salle, siendo el cuarto triple-doble en la historia de su universidad. En su primer año, promedió más 10 puntos y más de 5 rebotes y 5 asistencias por partido, siendo incluido en el mejor quinteto de rookies de la conferencia Atlantic 10. Además fue el novato con más asistencias de la NCAA Division I. Tras esa temporada, abandonó la universidad por problemas personales, pensando transferirse a la universidad de Texas A&M y declarándose elegible para el draft de 2021. Sin embargo, el 30 de junio, anunció que regresaría una temporada más a Saint Joseph.
En su segundo año, promedió 14,1 puntos por partido y al término de la temporada se declaró elegible para el Draft de la NBA de 2022.

#### Estadísticas
| Año     | Equipo         | PJ | PT | MPP  | %TC  | %3P  | %TL  | RPP | APP | ROB | TPP | PPP  |
| ------- | -------------- | -- | -- | ---- | ---- | ---- | ---- | --- | --- | --- | --- | ---- |
| 2020–21 | Saint Joseph's | 20 | 18 | 31.9 | .380 | .351 | .760 | 5.9 | 5.7 | 1.3 | .1  | 10.6 |
| 2021–22 | Saint Joseph's | 30 | 29 | 34.9 | .393 | .362 | .737 | 6.7 | 5.8 | 1.2 | .2  | 14.1 |
| Total   | Total          | 50 | 47 | 33.7 | .389 | .358 | .748 | 6.3 | 5.7 | 1.2 | .1  | 12.7 |

### Profesional
A pesar de no haber sido elegido en el draft, el 11 de agosto de 2022, firma un contrato dual con San Antonio Spurs. Fue cortado el 24 de octubre, pero volvió a la plantilla el 2 de noviembre, debutando ese mismo día ante Toronto Raptors. El 29 de noviembre, tras 9 encuentros con el primer equipo, es cortado.
El 1 de diciembre de 2022, firma por Austin Spurs de cara a la tempoarad 2022-23 de la G League.
El 31 de agosto de 2023, sus derechos son traspasados a los Long Island Nets. El 20 de septiembre firma con Brooklyn Nets, pero es cortado cinco días después, firmando para la 2023-24 con Long Island.
El 1 de agosto de 2024, se marcha a Italia firmar por el GeVi Napoli de la Lega Basket Serie A. Tras disputar tan solo tres partidos es cortado, regresando a su país para unirse a los Windy City Bulls de la G League.

## Estadísticas de su carrera en la NBA

### Temporada regular
| Año     | Equipo      | PJ | PT | MPP | %TC  | %3P  | %TL  | RPP | APP | ROB | TPP | PPP |
| ------- | ----------- | -- | -- | --- | ---- | ---- | ---- | --- | --- | --- | --- | --- |
| 2022-23 | San Antonio | 9  | 0  | 9.2 | .321 | .200 | .778 | 1.3 | 1.2 | .1  | .0  | 3.1 |
| Total   | Total       | 9  | 0  | 9.2 | .321 | .200 | .778 | 1.3 | 1.2 | .1  | .0  | 3.1 |